# Doctrine de la porte ouverte
La  doctrine de la porte ouverte est utilisée pour décrire la politique étrangère des États-Unis à la fin du XIXe siècle et début du XXe siècle vis-à-vis de la Chine. Définie par le secrétaire d'État John Hay, la note de la porte ouverte est envoyée en 1899 à ses homologues européens. Cette doctrine propose de maintenir le marché chinois sur un pied d’égalité avec toutes les autres puissances étrangères. Ainsi, aucune puissance internationale n’aurait le contrôle total du pays.

## Mise en place
Avant d'être théorisé, le principe de la porte ouverte qui limite la souveraineté économique d'une nation est imposé par les États-Unis à la Chine par deux traités d'amitiés de 1844 et 1858.
La doctrine de la porte ouverte est incorporée officiellement la première fois dans l'Acte général de Berlin du 26 février 1885 (bassin conventionnel du Congo). Elle est réaffirmée le 2 juillet 1890 par la déclaration de Bruxelles et le 7 avril 1906 par l'Acte d'Algésiras. Les États-Unis, par les notes de John Hay (6 septembre 1899, 3 juillet 1900 et 1er février 1902 ) défendent le principe de la porte ouverte en Chine.
Voyant l'inexorable morcellement de la Chine, John Hay, le secrétaire d'État de William McKinley, adresse le 6 septembre 1899 des notes identiques aux différentes puissances ayant des intérêts en Chine, soit la Grande-Bretagne, l'Allemagne, la Russie, le Japon, la France et l'Italie. Il leur demande d'adhérer au principe de la « porte ouverte ». John Hay espère éradiquer les frontières et les taxes internes perçues entre les différentes « sphère d'intérêt ». En effet, un pays unifié est beaucoup plus propice au commerce. Ces propositions ne furent pas appliquées. Elles se virent même refusées par la Russie. John Hay réitéra sa demande à la suite de la révolte des Boxers. Hay envoya alors, le 3 juillet 1900, une deuxième note, rappelant ainsi la politique des États-Unis :  

« [...] La politique du gouvernement des États-Unis est de rechercher une solution qui puisse apporter une sécurité et une paix permanentes à la Chine, préserver l'entité territoriale et administrative chinoise, protéger tous les droits garantis aux puissances amies par traité et par le droit international, et sauvegarder pour le monde entier le principe de commerce égal et impartial avec toutes les régions de l'Empire chinois. »

## Principe
Dans cette note, les deux fondements de la nouvelle politique étrangère américaine y sont énoncés : la non-discrimination envers toutes les puissances qui convoitent un territoire ou un marché et la politique du libre-échange. Les États-Unis pensent que l'un des meilleurs moyens pour garantir la sécurité internationale, c'est de créer un climat de confiance, encourageant ainsi les pays à commercer ensemble. Ils n'y auraient ainsi plus de raison de faire la guerre, car ceci nuirait au commerce. Le protectionnisme est donc à bannir.
Les États européens virent avec cette insurrection des Boxers qu'il existait un nationalisme chinois. Ils se montrèrent alors plus enclins à suivre la politique des États-Unis : la Grande-Bretagne et l'Allemagne donnèrent enfin leur accord.

## Application
Les bons rapports qu'entretenaient les États-Unis avec la Chine n'ont pas débouché sur les promesses escomptées. En effet, la présence russe en Mandchourie se fait de plus en plus menaçante. La guerre russo-japonaise remet en cause la viabilité de cette politique. N’ayant pas les moyens navals pour s'opposer aux ambitions ascendantes des autres puissances, et voyant que leur commerce avec la Chine reste insignifiant, l'Empire du Milieu devient alors une préoccupation marginale pour les États-Unis d’Amérique.

## Conséquences
Le principe de la porte ouverte, bien qu'il n’ait pas fait ses preuves, est le début d'une volonté américaine beaucoup plus franche de s'affirmer à travers le monde par leur puissance économique et financière. Elle sera à la base de la future diplomatie du dollar sous le président William H. Taft.
En 1978, la doctrine de la porte ouverte a été reprise par Deng Xiaoping afin d'ouvrir la Chine aux entreprises étrangères qui voulaient investir dans le pays. Cette politique a mis en mouvement la transformation économique de la Chine moderne par l’établissement de zones économiques spéciales.